# Pedro Ignacio Wolcan Olano

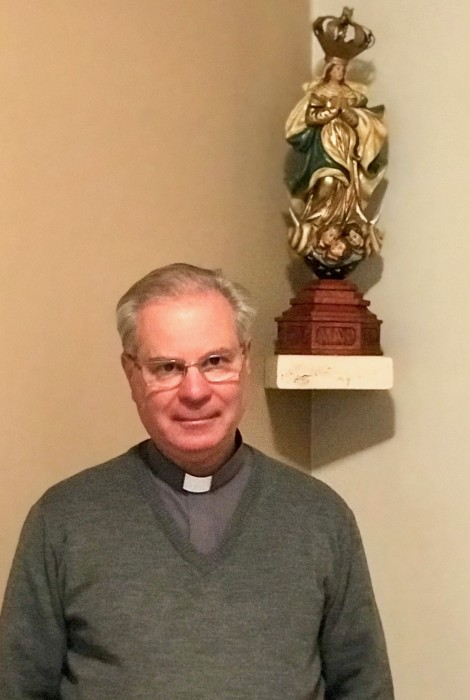
Pedro Ignacio Wolcan Olano

Wappen von Pedro Ignacio Wolcan Olano

Pedro Ignacio Wolcan Olano (* 21. Oktober 1953 in Nueva Helvecia, Departamento Colonia, Uruguay) ist ein uruguayischer Geistlicher und römisch-katholischer Bischof von Tacuarembó.

## Leben
Pedro Ignacio Wolcan Olano empfing am 21. September 1986 das Sakrament der Priesterweihe.
Am 19. Juni 2018 ernannte ihn Papst Franziskus zum Bischof von Tacuarembó. Der Bischof von Mercedes, Carlos María Collazzi Irazábal SDB, spendete ihm am 12. August desselben Jahres die Bischofsweihe; Mitkonsekratoren waren der Erzbischof von Montevideo, Daniel Fernando Kardinal Sturla Berhouet SDB, und der Bischof von San José de Mayo, Arturo Fajardo.